# 캐런 카펜터
캐런 카펜터(Karen Carpenter, 아명(兒名)은 Karen Ann Carpenter이며 나중에 Karen Anne Carpenter로 개명(改名), 1950년 3월 2일 ~ 1983년 2월 4일)는 미국의 여성 가수 겸 작사가이다.

## 생애
미국 코네티컷주 뉴 헤이븐에서 출생하였고 미국 캘리포니아주 다우니에서 잠시 유년기를 보낸 적이 있는 그녀는 1965년 뮤지컬 배우 첫 데뷔하였으며 1969년 오빠 리처드 카펜터(Richard Carpenter)와 의기상투하여 팝 음악 보컬 음악 듀오 "카펜터즈(Carpenters)"의 보컬리스트로 가수 데뷔하였고 1983년 솔로 가수 데뷔하였으나 그 해에 거식증(신경성 식욕부진증)에 의해 병사하였다(32세).

## 같이 보기
- 카펜터즈